# Villa Borrelli
Villa Borrelli è una villa settecentesca situata a San Giorgio a Cremano, nella città metropolitana di Napoli, che appartiene al complesso delle ville vesuviane del Miglio d'oro.
Si trova in via Bruno Buozzi e prende il nome da Antonio Borrelli, che la acquistò nel 1877.

## Descrizione
Si conserva dell'originario edificio parte della facciata anteriore, in stile barocco: le due finestre che danno sulla strada sono sormontate da cornici e sorrette da "cartocci"; i balconi hanno ringhiere in ferro battuto.
Dal portale sulla strada si accede al cortile interno quadrangolare. L'atrio è decorato da stucchi e coperto da una volta lunettata che si allarga in direzione della scala posta a sinistra. Si apre sul cortile con un porticato a tre campate, sormontato da una terrazza al piano nobile. Sul lato di fondo del cortile, un secondo porticato a tre archi sorregge un altro terrazzo e separa l'edificio dal giardino retrostante.
All'interno si conservano diversi elementi di base, tra cui un mascherone settecentesco posto a cornice di  una lesena e alcuni decori posti nei principali punti di innesto delle volte della scala.